# Thalía (1990)
Thalía je debutové album mexické zpěvačky Thalíe. Vyšlo u mexického hudebního vydavatelství Fonovisa v roce 1990.

## Seznam písní
1. "El Baile de los Perros y los Gatos" (Alfredo Díaz Ordaz)
2. "Libertad de Expresión" (Aureo Baqueiro)
3. "Amarillo Azul" (Luis Cabañas, Pablo Pinilla)
4. "Aeróbico" (Luna Fría)
5. "Pienso en Tí" (Arturo Vaqueiro)
6. "Saliva" (Thalía Sodi, Alfredo Díaz Ordaz)
7. "Un Pacto entre los Dos" (Thalía Sodi, Alfredo Díaz Ordaz)
8. "Thali'sman (Talismán)" (Alfredo Díaz Ordaz)
9. "El Poder de tu Amor" (Alfredo Díaz Ordaz)
10. "La Tierra de Nunca Jamás"

## Singly
- "Un Pacto Entre Los Dos" (Thalía Sodi, Alfredo Díaz Ordaz)
- "Saliva" (Thalía Sodi, Alfredo Díaz Ordaz)
- "Amarillo Azul" (Luis Cabañas, Pablo Pinilla)
- "Pienso En Tí" (Arturo Vaqueiro)